# Jean Giraudeau (médecin)
Pour les articles homonymes, voir Giraudeau et Jean Giraudeau.
Jean Giraudeau (ou Jean Giraudeau-Saint-Gervais) est un médecin français, né le 14 brumaire an X (5 novembre 1801) à Saint-Gervais-les-Trois-Clochers et mort le 2 juin 1861 à Bouffémont (Seine-et-Oise). Il fut chevalier de la Légion d'honneur.

## Biographie
Né le 14 brumaire an X à Saint-Gervais, Jean Giraudeau est fils de Jean Giraudeau et de Geneviève Bergier. Après des études au collège de Châtellerault, Jean part étudier à Paris. En 1821, il est étudiant en droit mais abandonne bientôt cette discipline pour se consacrer à la médecine : en 1825, il est reçu docteur avec une thèse consacrée aux affections syphilitiques. En peu de temps il acquit une certaine célébrité et grossit sa fortune avec des annonces ou des publicités médicales qui, fructueuses pendant quelques années, lui coûtèrent 150 000 francs par an si l'on en croit ses biographes Germain Sarrut et Edme-Théodore Bourg. Il écrivit aussi plusieurs ouvrages de médecine qui ont été traduits en de nombreuses langues. Jean Giraudeau s'intéressa également à l'histoire locale de sa région natale.
Il était l'un des principaux actionnaires du journal Le Siècle.
Jean Giraudeau obtint, par une décision du 4 mai 1859, le droit de changer son nom en "Giraudeau-Saint-Gervais". Cette décision fut confirmée par un jugement du tribunal civil de première instance de Châtellerault du 25 juin 1860. Bien avant cette date, il avait publié la plupart de ses ouvrages sous le nom de "Giraudeau de Saint-Gervais".

## Œuvre
Médecine
- De la thérapeutique des affections syphilitiques sans l'emploi du mercure, Paris, 1825 Disponible sur Medic@ ;
- L'Art de se guérir soi-même, ou Traitement des maladies vénériennes sans mercure, d'après un mémoire présenté à la Faculté de médecine, le 1er février 1825, Paris, 1827 Disponible sur Gallica - ouvrage traduit en anglais, espagnol, italien etc. ;
- Art de guérir les dartres en détruisant leur principe par une méthode végétale, Paris, 1828 Disponible sur Gallica ;
- Choléra-morbus, son origine, sa marche, sa nature épidémique... moyens préservatifs, traitement et guérison, Paris, 1831 Disponible sur Gallica ;
- Traité des maladies syphilitiques, ou Étude comparée de toutes les méthodes qui ont été mises en usage pour guérir les affections vénériennes, suivi de réflexions pratiques sur les dangers du mercure et sur l'insuffisance des anti-phlogistiques, terminé par des considérations hygiéniques et morales sur la prostitution, Paris, 1838, 2e édition en 1841 ;
- Syphilis, poème en deux chants, par Barthélemy, avec des notes, par le Dr Giraudeau de Saint-Gervais, Paris, 1840 Disponible sur Gallica ;
- Description de la gale et de son traitement, Paris, 1841 Disponible sur Gallica ;
- Description de la rougeole, de la scarlatine, et de leur traitement, Paris, 1841 Disponible sur Gallica ;
- Examen des doctrines médicales et de la thérapeutique des maladies syphilitiques, Paris, 1859 Disponible sur Gallica.

Histoire locale
- Précis historique du Poitou suivi d'un aperçu statistique des départements de la Vienne, des Deux-Sèvres et de la Vendée, Paris, 1843. Disponible sur Gallica.

Autres ouvrages
- L'Italie, la Sicile, Malte, la Grèce, l'Archipel, les îles Ioniennes et la Turquie : souvenirs de voyage historiques et anecdotiques, Paris, 1835 Disponible sur Gallica.